# 中畑 (西尾市)
中畑（なかばた）は、愛知県西尾市の地名。

## 地理

### 河川・池沼
- 矢作川
- 平坂入江

### 交通
- 愛知県道303号平坂福清水線
- 愛知県道383号蒲郡碧南線

### 施設
- 中畑公園
- なかばた保育園
- 浄願寺
- 中畑緑地
- 中畑町公民館
- 中畑町八幡社
- 西尾市立中畑小学校

## 歴史

### 沿革
- 戦国時代 - 三河国幡豆郡吉良荘に「中畠」の地名がみえる[1]。
- 江戸時代 - 三河国幡豆郡中畑村として所在[2]。西尾藩領[2]。
- 1878年（明治11年） - 幡豆郡上中畑村および下中畑村が合併し、同郡中畑村となる[2]。
- 1889年（明治22年） - 市制町村制による中畑村となる[2]。
- 1906年（明治39年） - 平坂村大字中畑となる[2]。
- 1924年（大正13年） - 平坂町大字中畑となる[2]。
- 1953年（昭和28年） - 西尾市大字中畑となる[2]。
- 1954年（昭和29年） - 西尾市中畑町となる[2]。

### WEB
1. ↑  “読み仮名データの促音・拗音を小書きで表記するもの(zip形式) 愛知県” (zip).   日本郵便 (2024年2月29日). 2024年3月26日閲覧。
2. ↑  “市外局番の一覧” (PDF).   総務省 (2022年3月1日). 2022年3月22日閲覧。
3. ↑  “ナンバープレートについて”.   一般社団法人愛知県自動車会議所. 2024年1月21日閲覧。

### 書籍
1. ↑  「角川日本地名大辞典」編纂委員会 1989, p. 952.
2. 1 2 3 4 5 6 7 8  「角川日本地名大辞典」編纂委員会 1989, p. 953.